# Cuerva
Cuerva – gmina w Hiszpanii, w prowincji Toledo, w Kastylii-La Mancha, o powierzchni 37,51 km². W 2011 roku gmina liczyła 1564 mieszkańców.